# Sport Club Ulbra Ji-Paraná
Sport Club Ulbra Ji-Paraná foi um clube brasileiro de futebol sediado na cidade de Ji-Paraná, no estado de Rondônia. Suas cores eram vermelho, azul e branco.

## História
A Ulbra Ji-Paraná foi fundada no dia 1º de abril de 2005, pelo Centro Universitário Luterano de Ji-Paraná (CEULJI/ULBRA), aos moldes do Sport Club Ulbra do Rio Grande do Sul, que também pertence à Universidade Luterana do Brasil.
Logo em seu primeiro ano de existência, a Ulbra sagrou-se campeã da Segunda Divisão rondoniense. A decisão ocorreu contra o Grêmio de Espigão d'Oeste. Na primeira partida, na casa do adversário, um empate sem gols. Em Ji-Paraná, a Ulbra derrotou o Grêmio de Espigão d'Oeste por 1 a 0, gol do atacante Cézar (artilheiro da competição), conquistando o título e a vaga à Primeira Divisão estadual. 
Nos três anos seguintes, o Sport Club Ulbra Ji-Paraná consolidou a sua supremacia estadual, ao conquistar as três edições do Campeonato Rondoniense. Em 2006, foi campeã estadual, vencendo o Vilhena. 
Em 2007, a Ulbra Ji-Paraná sagrou-se bicampeã estadual, vencendo o Jaruense por 3 a 2 no tempo normal, e na prorrogação por 2 a 1, em partida realizada no Estádio Biancão.
No mesmo ano, a Ulbra Ji-Paraná escreveu a mais importante história do Futebol de Rondônia na Copa do Brasil. Venceu o Santa Cruz em casa por 2 a 0 e no Arruda por 2 a 1. Foi para a segunda fase e encarou o Coritiba, empatando de 2 a 2 em casa, mas perdeu no Couto Pereira por 1 a 0.
Já em 2008, foi a vez da Coruja conquistar um novo título sobre o VEC. E, no mesmo ano, encarou a Portuguesa pela Copa do Brasil. Já no Campeonato Rondoniense, o clube universitário demonstrou sua força na reta final e conquistou o tricampeonato estadual.

### Fim de suas atividades
Em virtude da falta de recursos, bem como da criação da Série D do campeonato brasileiro, o SC Ulbra, através do Centro Universitário Luterano de Ji-Paraná (CEULJI/ULBRA), afastou-se das competições em 2009, de modo que a instituição se modernizasse, recebendo melhorias no campus e no complexo esportivo.

## Títulos
| ESTADUAIS | ESTADUAIS                        | ESTADUAIS | ESTADUAIS         |
|           | Competição                       | Títulos   | Temporadas        |
| --------- | -------------------------------- | --------- | ----------------- |
|           | Campeonato Rondoniense           | 3         | 2006, 2007 e 2008 |
|           | Campeonato Rondoniense - Série B | 1         | 2005              |